# Rhachioplex javanicus
Rhachioplex javanicus är en stekelart som beskrevs av Ferriere 1932. Rhachioplex javanicus ingår i släktet Rhachioplex och familjen brokparasitsteklar. Inga underarter finns listade i Catalogue of Life.